# Kinbergonuphis microcephala
Kinbergonuphis microcephala är en ringmaskart som först beskrevs av Hartman 1944.  Kinbergonuphis microcephala ingår i släktet Kinbergonuphis och familjen Onuphidae. Inga underarter finns listade i Catalogue of Life.